# Mezzolombardo
Mezzolombardo es una localidad y comune italiana de la provincia de Trento, región de Trentino-Alto Adigio.
En 2021, el municipio tenía una población de 7442 habitantes.
Era una pedanía de la vecina localidad de Mezzocorona hasta 1194, cuando el principado episcopal de Trento le dio un ayuntamiento separado, al estar ambos pueblos separados por el río Noce.
Se ubica junto a la orilla occidental del río Noce, unos 10 km al norte de la capital provincial Trento.

## Evolución demográfica
| Gráfica de evolución demográfica de Mezzolombardo entre 1861 y 2001 |
|                                                                     |
| Fuente ISTAT - elaboración gráfica de Wikipedia                     |